# زمانی که می‌ماند
زمانی که می‌ماند (انگلیسی: The Time That Remains) فیلمی در ژانر درام به کارگردانی ایلیا سلیمان است که در سال ۲۰۰۹ منتشر شد. از بازیگران آن می‌توان به ایلیا سلیمان و علی سلیمان اشاره کرد. این فیلم به جشنواره فیلم کن ۲۰۰۹ راه یافته‌بود.